# Artjom Schlindow
Artjom Schlindow (* 12. Juli 1981) ist ein usbekischer Radrennfahrer.
Artjom Schlindow wurde 2001 usbekischer Meister im Einzelzeitfahren und im Straßenrennen belegte er daraufhin den zweiten Platz hinter Juri Pliuschin. Im nächsten Jahr belegte er bei der nationalen Meisterschaft im Einzelzeitfahren den dritten Platz hinter Sergey Krushevskiy. In der Saison 2003 wurde er wie schon im Vorjahr Dritter im Einzelzeitfahren hinter Kruschewski.

## Erfolge
2001
- Usbekischer Meister – Einzelzeitfahren